# Katedra
Katedra, noto anche con il titolo inglese The Cathedral, è un cortometraggio d'animazione di fantascienza del 2002 scritto e diretto da Tomasz Bagiński.  Si basa sul racconto La cattedrale di Jacek Dukaj, vincitore del Premio Janusz A. Zajdel nel 2000. Il film è stato nominato nel 2002 per l'Oscar al miglior cortometraggio d'animazione per il 75º premio Oscar. Il film ha anche vinto il titolo di Miglior cortometraggio d'animazione al SIGGRAPH del 2002 di San Antonio.

## Trama
Un uomo visita un edificio mistico e organico che sembra una cattedrale medievale. Mentre cammina attraverso l'immensa struttura, la luce della sua torcia cade sui pilastri, rivelando volti umani. Lo spettatore in seguito si rende conto che i volti sono ancora vivi, poiché molti sorridono e aprono gli occhi mentre l'uomo li supera. La natura dell'edificio è parzialmente svelata all'alba quando la luce accecante incanta il visitatore e fa esplodere strutture organiche simili a rami dal suo petto. Queste sporgenze diventano quindi un'altra serie di pilastri nell'edificio.

## Interpretazione
L'area circostante o il luogo degli eventi è molto cupo, con insolite tonalità chiare, è molto apocalittico. Il paesaggio è crudo, privo di vita, simile ad un miscuglio del Grand Canyon in Arizona e della superficie di Marte. L'unica vita è la cattedrale, che è "l'habitat" degli ex visitatori, e un nuovo arrivo che verrà ora integrato nell'edificio. Il film inizia al momento di un'eclissi solare causata da un pianeta vicino o dalla luna. Una cattedrale, che per definizione è la sede di un vescovo, può rappresentare la Chiesa, a livello locale e globale. Se includiamo il fatto che si tratta di un film polacco e colleghiamo la sua oscurità al periodo più oscuro della storia polacca, questa è la Seconda guerra mondiale e il comunismo, arriviamo all'immagine dell'allora stato della Chiesa e al rapporto con i "potenti" sovrani. La chiesa è vista come un edificio in rovina, a testimonianza della sua antica grandezza e splendore. Il simbolismo della chiesa come tessuto vivente dei suoi membri (volti) è irrefutabile. Quindi la chiesa è costruita dalle persone - letteralmente e in senso figurato. La chiesa è costruita attraverso il sacrificio personale. Proprio come l'arrivo di un cuore spezzato è diventato una nuova parte della Chiesa, così il cristiano si sacrifica per la sua crescita. Sebbene non appaia nel film, sembra che la trasformazione dell'uomo avvenga solo nel momento in cui l'eclissi cessa, quando la luce entra nella cattedrale. Nel linguaggio simbolico, ciò significherebbe che quando un uomo trascurato, quando il male passa e la luce supera l'oscurità, vengono create le condizioni per la costruzione della Chiesa.

## Produzione
The Cathedral è stato girato dopo Rain (1998), secondo film di Bagiński e il primo che ha completato come impiegato della società CGI Platige Image. Per The Cathedral ha lavorato con l'autore di fantascienza Jacek Dukaj, che ha abbreviato il suo omonimo racconto dell'anno 2000 per il film su una trama.
Al registra gli ci vollero tre anni per creare il corto. I sottotitoli recitano: Il film è stato realizzato grazie alla perseveranza e alla creatività del creatore.
Il film è stato girato nello studio Digital Filmlab.
The Cathedral è stato completato nell'aprile 2002 e ha avuto la sua prima visione il 16 ottobre 2002. Il film è stato accolto positivamente e successivamente  è stato proiettato nei cinema polacchi come pre-film prima di Minority Report and Signs.

## Accoglienza
Il film è stato nominato nel 2002 per l'Oscar al miglior cortometraggio d'animazione per il 75º premio Oscar, ma non ha potuto competere contro The ChubbChubbs!. Il film ha vinto il titolo di Miglior cortometraggio d'animazione al SIGGRAPH 2002 di San Antonio, oltre a numerosi altri premi.
Nel maggio 2011, il primo ministro polacco Donald Tusk ha fatto diversi regali al presidente americano Barack Obama durante una visita ufficiale, come è consuetudine. Uno di quei regali era un iPad con inclusi alcuni film polacchi, tra cui Katedra.